# David Pryor
David Hampton Pryor (ur. 29 sierpnia 1934 roku w Camden, Arkansas, zm. 20 kwietnia 2024 w Little Rock) – prawnik i amerykański polityk, członek Partii Demokratycznej. Od 1961 był członkiem Izby Reprezentantów Arkansas. W latach 1966–1973 był przedstawicielem stanu Arkansas w Izbie Reprezentantów Stanów Zjednoczonych. W latach 1975–1979 był gubernatorem tego stanu, a w latach 1979–1997 reprezentował go w Senacie Stanów Zjednoczonych. 20 kwietnia 2024 zmarł z przyczyn naturalnych w Little Rock, w otoczeniu rodziny.
David Pryor był ojcem senatora Marka Pryora.